# Liste des représentants des États-Unis pour le Nevada
L'État du Nevada dispose de quatre représentants à la Chambre des représentants des États-Unis.

## Délégation au 119econgrès (2025-2027)
| District et Nom | District et Nom | District et Nom | Début du mandat                             | Parti       |
| --------------- | --------------- | --------------- | ------------------------------------------- | ----------- |
| 1               | Dina Titus      |                 | 3 janvier 2013 (12 ans, 2 mois et 20 jours) | Démocrate   |
| 2               | Mark Amodei     |                 | 3 janvier 2011 (14 ans, 2 mois et 20 jours) | Républicain |
| 3               | Susie Lee       |                 | 3 janvier 2019 (6 ans, 2 mois et 20 jours)  | Démocrate   |
| 4               | Steven Horsford |                 | 3 janvier 2019 (6 ans, 2 mois et 20 jours)  | Démocrate   |

### Démographie

#### Parti politique
- Trois démocrates
- Un républicain

#### Sexe
- Deux hommes (un démocrate et un républicain)
- Deux femmes (deux démocrates)

#### Race
- Trois Blancs (deux démocrates et un républicain)
- Un Afro-Américain (un démocrate)

#### Âge
- De 30 à 40 ans : un
- De 50 à 60 ans : deux
- De 60 à 70 ans : une

#### Religions
- Christianisme orthodoxe : un
- Christianisme non spécifié :
- Judaïsme réformé : une
- Catholicisme : un

## Délégations historiques

### De 1864 à 1983
Lorsque le Nevada adhère à l'Union et devient un État à part entière, il élit un membre de la Chambre des représentants fédérale. Celui-ci est élu jusqu'en 1983 dans l'unique district du Nevada (Nevada's at-large congressional district).
| Congrès         | Représentant | Représentant | Représentant                              |
| --------------- | ------------ | ------------ | ----------------------------------------- |
| 38e (1864-1865) |              |              | Henry G. Worthington (en) (républicain)   |
| 39e (1865-1867) |              |              | Delos R. Ashley (en) (républicain)        |
| 40e (1867-1869) |              |              | Delos R. Ashley (en) (républicain)        |
| 41e (1869-1871) |              |              | Thomas Fitch (en) (républicain)           |
| 42e (1871-1873) |              |              | Charles West Kendall (en) (démocrate)     |
| 43e (1873-1875) |              |              | Charles West Kendall (en) (démocrate)     |
| 44e (1875-1877) |              |              | William Woodburn (en) (républicain)       |
| 45e (1877-1879) |              |              | Thomas Wren (en) (républicain)            |
| 46e (1879-1881) |              |              | Rollin M. Daggett (en) (républicain)      |
| 47e (1881-1883) |              |              | George Williams Cassidy (en) (démocrate)  |
| 48e (1883-1885) |              |              | George Williams Cassidy (en) (démocrate)  |
| 49e (1885-1887) |              |              | William Woodburn (en) (républicain)       |
| 50e (1887-1889) |              |              | William Woodburn (en) (républicain)       |
| 51e (1889-1891) |              |              | Horace F. Bartine (en) (républicain)      |
| 52e (1891-1893) |              |              | Horace F. Bartine (en) (républicain)      |
| 53e (1893-1895) |              |              | Francis G. Newlands (démocrate)           |
| 54e (1895-1897) |              |              | Francis G. Newlands (démocrate)           |
| 55e (1897-1899) |              |              | Francis G. Newlands (démocrate)           |
| 56e (1899-1901) |              |              | Francis G. Newlands (démocrate)           |
| 57e (1901-1903) |              |              | Francis G. Newlands (démocrate)           |
| 58e (1903-1905) |              |              | Clarence D. Van Duzer (en) (démocrate)    |
| 59e (1905-1907) |              |              | Clarence D. Van Duzer (en) (démocrate)    |
| 60e (1907-1909) |              |              | George A. Bartlett (en) (démocrate)       |
| 61e (1909-1911) |              |              | George A. Bartlett (en) (démocrate)       |
| 62e (1911-1913) |              |              | Edwin E. Roberts (en) (républicain)       |
| 63e (1913-1915) |              |              | Edwin E. Roberts (en) (républicain)       |
| 64e (1915-1917) |              |              | Edwin E. Roberts (en) (républicain)       |
| 65e (1917-1919) |              |              | Edwin E. Roberts (en) (républicain)       |
| 66e (1919-1921) |              |              | Charles R. Evans (en) (démocrate)         |
| 67e (1921-1923) |              |              | Samuel S. Arentz (en) (républicain)       |
| 68e (1923-1925) |              |              | Charles L. Richards (en) (démocrate)      |
| 69e (1925-1927) |              |              | Samuel S. Arentz (en) (républicain)       |
| 70e (1927-1929) |              |              | Samuel S. Arentz (en) (républicain)       |
| 71e (1929-1931) |              |              | Samuel S. Arentz (en) (républicain)       |
| 72e (1931-1933) |              |              | Samuel S. Arentz (en) (républicain)       |
| 73e (1933-1935) |              |              | James G. Scrugham (en) (démocrate)        |
| 74e (1935-1937) |              |              | James G. Scrugham (en) (démocrate)        |
| 75e (1937-1939) |              |              | James G. Scrugham (en) (démocrate)        |
| 76e (1939-1941) |              |              | James G. Scrugham (en) (démocrate)        |
| 77e (1941-1943) |              |              | James G. Scrugham (en) (démocrate)        |
| 78e (1943-1945) |              |              | Maurice J. Sullivan (en) (démocrate)      |
| 79e (1945-1947) |              |              | Berkeley L. Bunker (en) (démocrate)       |
| 80e (1947-1949) |              |              | Charles H. Russell (en) (républicain)     |
| 81e (1949-1951) |              |              | Walter S. Baring, Jr. (en) (démocrate)    |
| 82e (1951-1953) |              |              | Walter S. Baring, Jr. (en) (démocrate)    |
| 83e (1953-1955) |              |              | Clarence Clifton Young (en) (républicain) |
| 84e (1955-1957) |              |              | Clarence Clifton Young (en) (républicain) |
| 85e (1957-1959) |              |              | Walter S. Baring, Jr. (en) (démocrate)    |
| 86e (1959-1961) |              |              | Walter S. Baring, Jr. (en) (démocrate)    |
| 87e (1961-1963) |              |              | Walter S. Baring, Jr. (en) (démocrate)    |
| 88e (1963-1965) |              |              | Walter S. Baring, Jr. (en) (démocrate)    |
| 89e (1965-1967) |              |              | Walter S. Baring, Jr. (en) (démocrate)    |
| 90e (1967-1969) |              |              | Walter S. Baring, Jr. (en) (démocrate)    |
| 91e (1969-1971) |              |              | Walter S. Baring, Jr. (en) (démocrate)    |
| 92e (1971-1973) |              |              | Walter S. Baring, Jr. (en) (démocrate)    |
| 93e (1973-1975) |              |              | David Towell (en) (républicain)           |
| 94e (1975-1977) |              |              | James David Santini (en) (démocrate)      |
| 95e (1977-1979) |              |              | James David Santini (en) (démocrate)      |
| 96e (1979-1981) |              |              | James David Santini (en) (démocrate)      |
| 97e (1981-1983) |              |              | James David Santini (en) (démocrate)      |

### Depuis 1983
Après le recensement de 1980, le Nevada gagne un deuxième siège de représentant. Les représentants de l'État sont depuis élus au sein de différents districts congressionnels, dont le nombre est porté à trois en 2000 et quatre en 2010.
| Congrès          | 1er district | 1er district    | 1er district           | 2e district       | 2e district    | 2e district                 | 3e district         | 3e district | 3e district | 4e district | 4e district | 4e district |
| ---------------- | ------------ | --------------- | ---------------------- | ----------------- | -------------- | --------------------------- | ------------------- | ----------- | ----------- | ----------- | ----------- | ----------- |
| 98e (1983-1985)  |              |                 | Harry Reid (D)         |                   |                | Barbara Vucanovich (en) (R) |                     |             |             |             |             |             |
| 99e (1985-1987)  |              |                 | Harry Reid (D)         |                   |                | Barbara Vucanovich (en) (R) |                     |             |             |             |             |             |
| 100e (1987-1989) |              |                 | James Bilbray (en) (D) |                   |                | Barbara Vucanovich (en) (R) |                     |             |             |             |             |             |
| 101e (1989-1991) |              |                 | James Bilbray (en) (D) |                   |                | Barbara Vucanovich (en) (R) |                     |             |             |             |             |             |
| 102e (1991-1993) |              |                 | James Bilbray (en) (D) |                   |                | Barbara Vucanovich (en) (R) |                     |             |             |             |             |             |
| 103e (1993-1995) |              |                 | James Bilbray (en) (D) |                   |                | Barbara Vucanovich (en) (R) |                     |             |             |             |             |             |
| 104e (1995-1997) |              |                 | John Ensign (R)        |                   |                | Barbara Vucanovich (en) (R) |                     |             |             |             |             |             |
| 105e (1997-1999) |              |                 | John Ensign (R)        | Jim Gibbons (R)   |                |                             |                     |             |             |             |             |             |
| 106e (1999-2001) |              |                 | Shelley Berkley (D)    | Jim Gibbons (R)   |                |                             |                     |             |             |             |             |             |
| 107e (2001-2003) |              |                 | Shelley Berkley (D)    | Jim Gibbons (R)   |                |                             |                     |             |             |             |             |             |
| 108e (2003-2005) |              |                 | Shelley Berkley (D)    | Jim Gibbons (R)   | Jon Porter (R) |                             |                     |             |             |             |             |             |
| 109e (2005-2007) |              |                 | Shelley Berkley (D)    | Jim Gibbons (R)   | Jon Porter (R) |                             |                     |             |             |             |             |             |
| 110e (2007-2009) |              |                 | Shelley Berkley (D)    | Dean Heller (R)   | Jon Porter (R) |                             |                     |             |             |             |             |             |
| 111e (2009-2011) |              |                 | Shelley Berkley (D)    | Dean Heller (R)   | Dina Titus (D) |                             |                     |             |             |             |             |             |
| 112e (2011-2013) |              |                 | Shelley Berkley (D)    | Dean Heller (R)   | Joe Heck (R)   |                             |                     |             |             |             |             |             |
| 112e (2011-2013) |              | Mark Amodei (R) | Shelley Berkley (D)    |                   | Joe Heck (R)   |                             |                     |             |             |             |             |             |
| 113e (2013-2015) |              |                 | Dina Titus (D)         |                   | Joe Heck (R)   |                             | Steven Horsford (D) |             |             |             |             |             |
| 114e (2015-2017) |              |                 | Dina Titus (D)         | Cresent Hardy (R) | Joe Heck (R)   |                             |                     |             |             |             |             |             |
| 115e (2017-2019) |              |                 | Dina Titus (D)         | Jacky Rosen (D)   |                |                             | Ruben Kihuen (D)    |             |             |             |             |             |
| 116e (2019-2021) |              |                 | Dina Titus (D)         | Susie Lee (D)     |                |                             | Steven Horsford (D) |             |             |             |             |             |
| 117e (2021-2023) |              |                 | Dina Titus (D)         | Susie Lee (D)     |                |                             | Steven Horsford (D) |             |             |             |             |             |
| 118e (2023-2025) |              |                 | Dina Titus (D)         | Susie Lee (D)     |                |                             | Steven Horsford (D) |             |             |             |             |             |
| Congrès          | 1er district | 1er district    | 1er district           | 2e district       | 2e district    | 2e district                 | 3e district         | 3e district | 3e district | 4e district | 4e district | 4e district |

## Premières
- Barbara Vucanovich est la première femme de l'État à être élue au Congrès en 1982.
- Ruben Kihuen est le premier hispanique, aux côtés de la sénatrice Catherine Cortez Masto, de l'État à être élu au Congrès en 2016.